# Portulaca oleracea
Pourpier potager
Espèce
Classification APG III (2009)
Statut de conservation UICN

 LC  : Préoccupation mineure

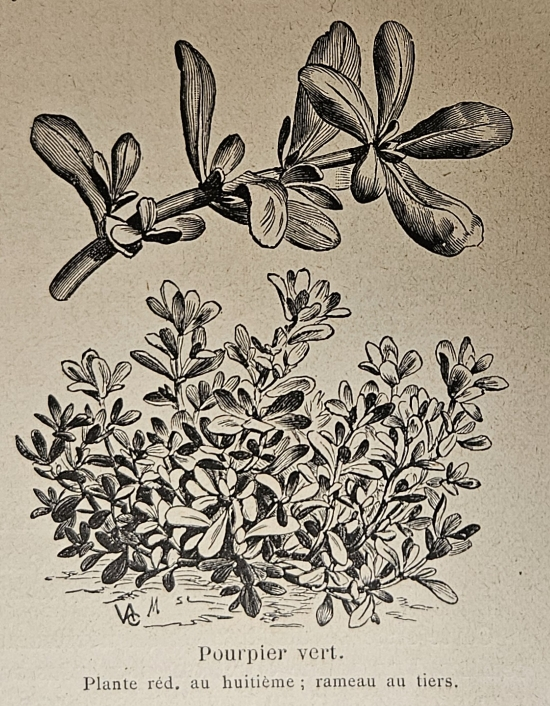
Illustration du pourpier vert dans Vilmorin 1925

Portulaca oleracea, en français pourpier potager, pourpier maraîcher, Porcelane ou pourpier sauvage, est une espèce de plante herbacée aux tiges rampantes bien adaptée aux zones chaudes.
Considéré comme une adventice, il est cependant cultivé pour l'alimentation et la phytothérapie. Il est très commun dans les jardins.

## Nomenclature et étymologie

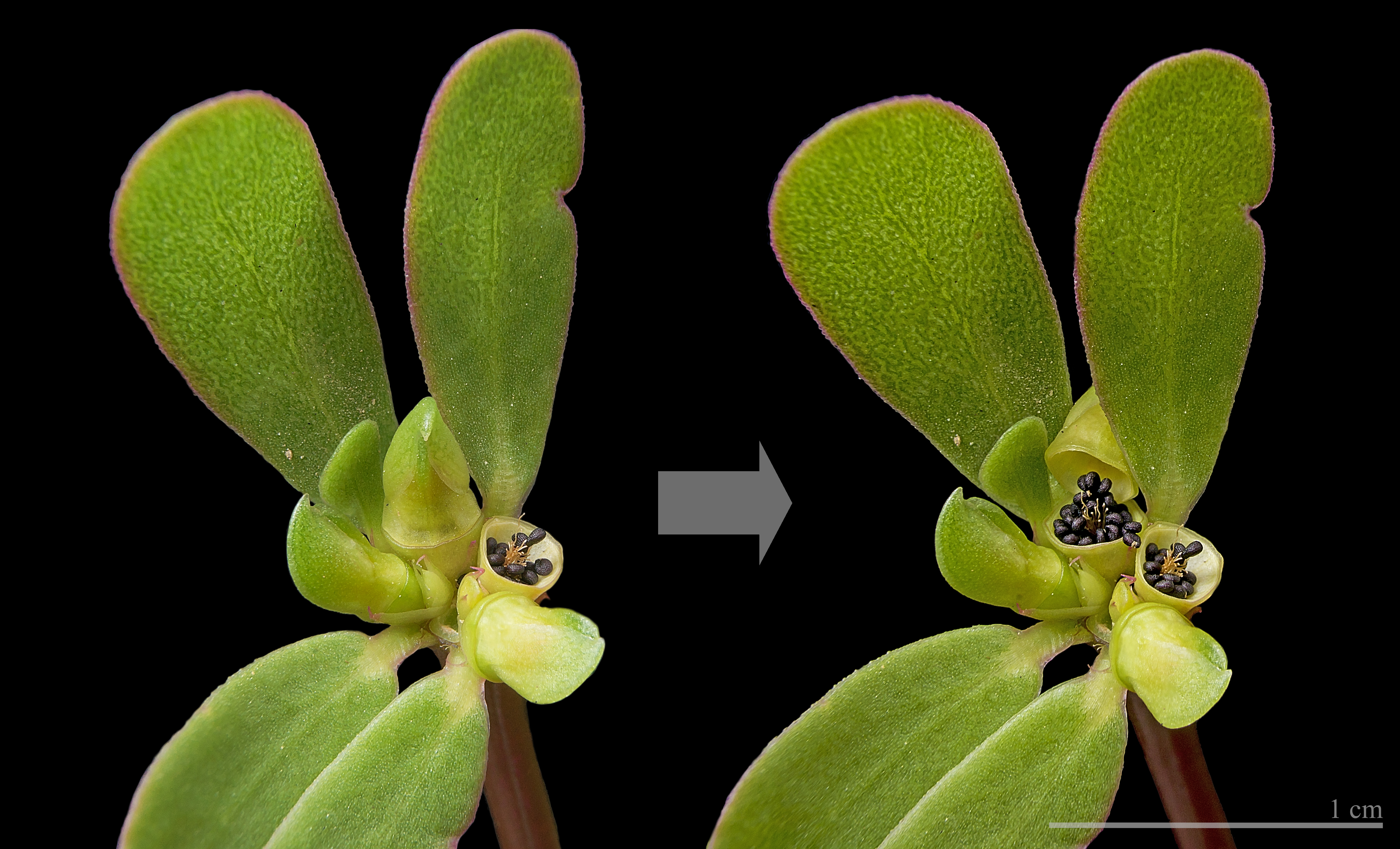
Ouverture d'une capsule.

L’espèce a été décrite et nommée Portulaca oleracea par Linné en 1753 dans Species plantarum 1: 445.
Le nom de genre latin Portulaca, (portillon) fait allusion au petit couvercle du fruit capsulaire s’entrouvrant à maturité (J. André) (Cité dans Columelle).
« Pourpier » serait une déformation du latin « pulli pes », « poul pied » (pied de poulet, par allusion à la forme de la feuille).
Remarquons que Jacques André a trouvé dans la littérature latine 14 termes latins différents désignant le pourpier maraîcher.
L’épithète spécifique oleracea est une déclinaison du latin oleraceus « herbacé ».

## Variétés et synonymes
Selon Powo, il existe deux variétés:
- Portulaca oleracea var. delicatula Fosberg
- Portulaca oleracea var. oleracea

et deux synonymes :
- Portulaca hortensis Rupr.
- Portulaca officinarum Crantz

## Description
Le pourpier est une plante succulente, annuelle voire pérenne sous les tropiques. Rameuse, s'étalant sur 10-30 cm, ses tiges couchées ou dressées sont ramifiées à la base et le plus souvent rougeâtres.
Ses feuilles et tiges sont charnues. Les feuilles inférieures sont opposées, les suivantes alternes, obovales-oblongues, en coin à la base, sont sessiles (sans pétiole). Elles peuvent mesurer de 40 mm de long sur 15 mm de large, et plus dans les sols fertiles (60 mm x 25 mm).
Les fleurs jaunes, sessiles sont solitaires ou agglomérées à l'aisselle et au sommet des rameaux. Elles comportent 2 sépales, inégaux, obtus et 4 à 6 pétales, libres ou un peu soudés à la base, très caduques. Les étamines au nombre de 6-12 entourent un style à 4-6 branches.
Le fruit est une capsule (pyxide) ovoïde, s'ouvrant circulairement en travers contenant de nombreuses graines, noires et luisantes.
Le pourpier est un bioindicateur caractéristique des sols :
- manquant d’air, le plus souvent à cause de la compaction ;
- carencés en calcium ;
- à faible pouvoir de fixation (eau et éléments fertilisants) donc très secs en été.

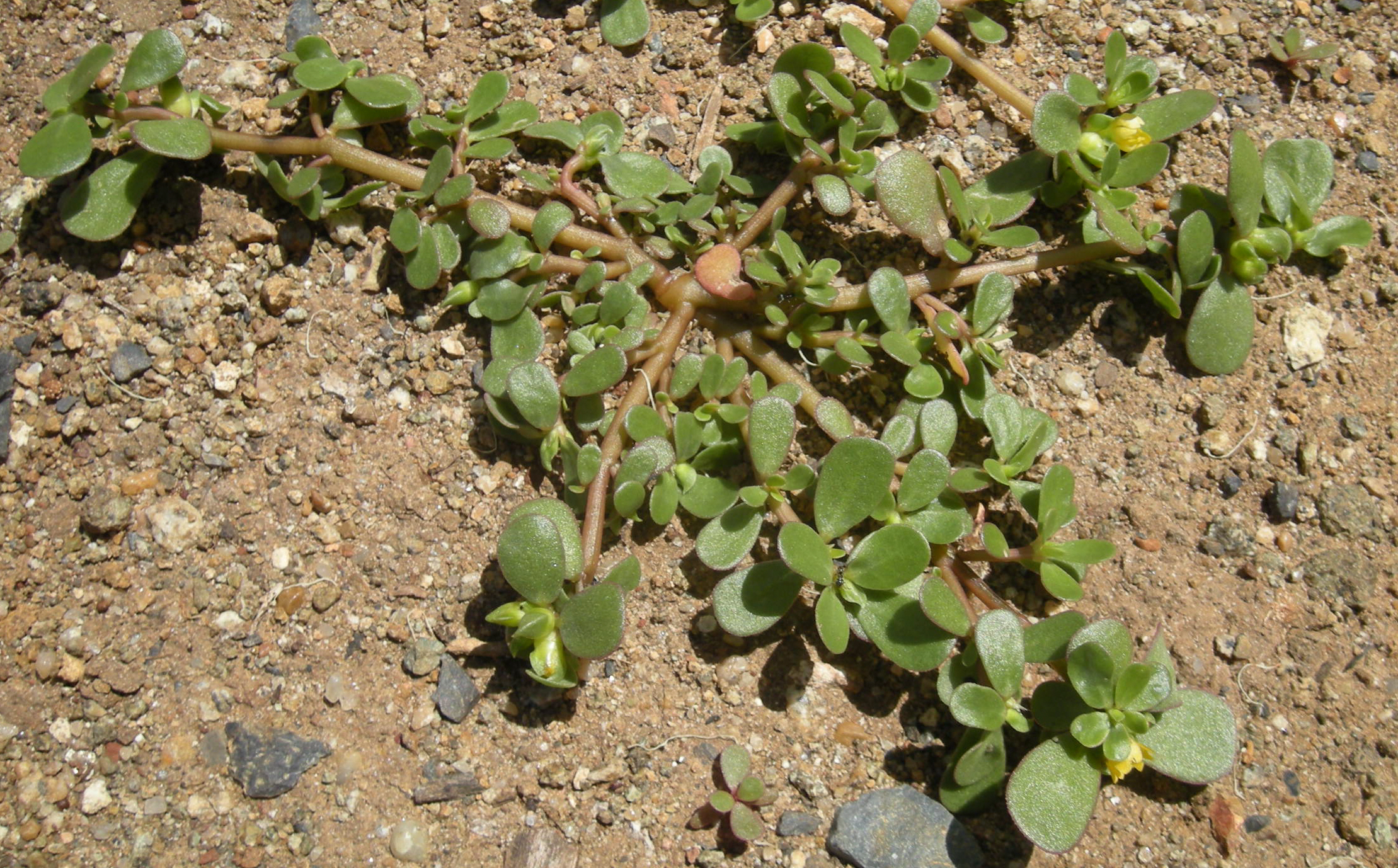
Port.
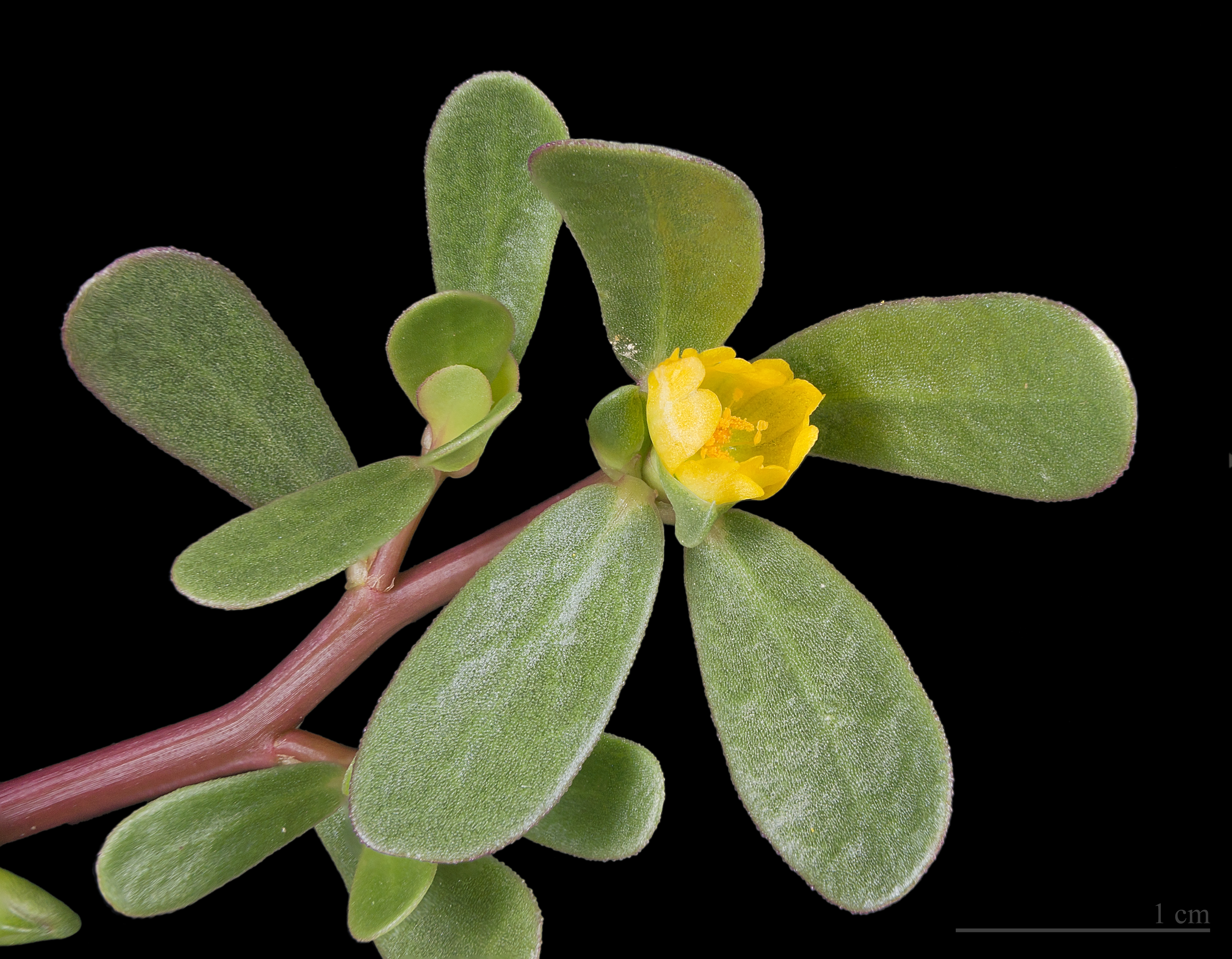
Fleur terminale.
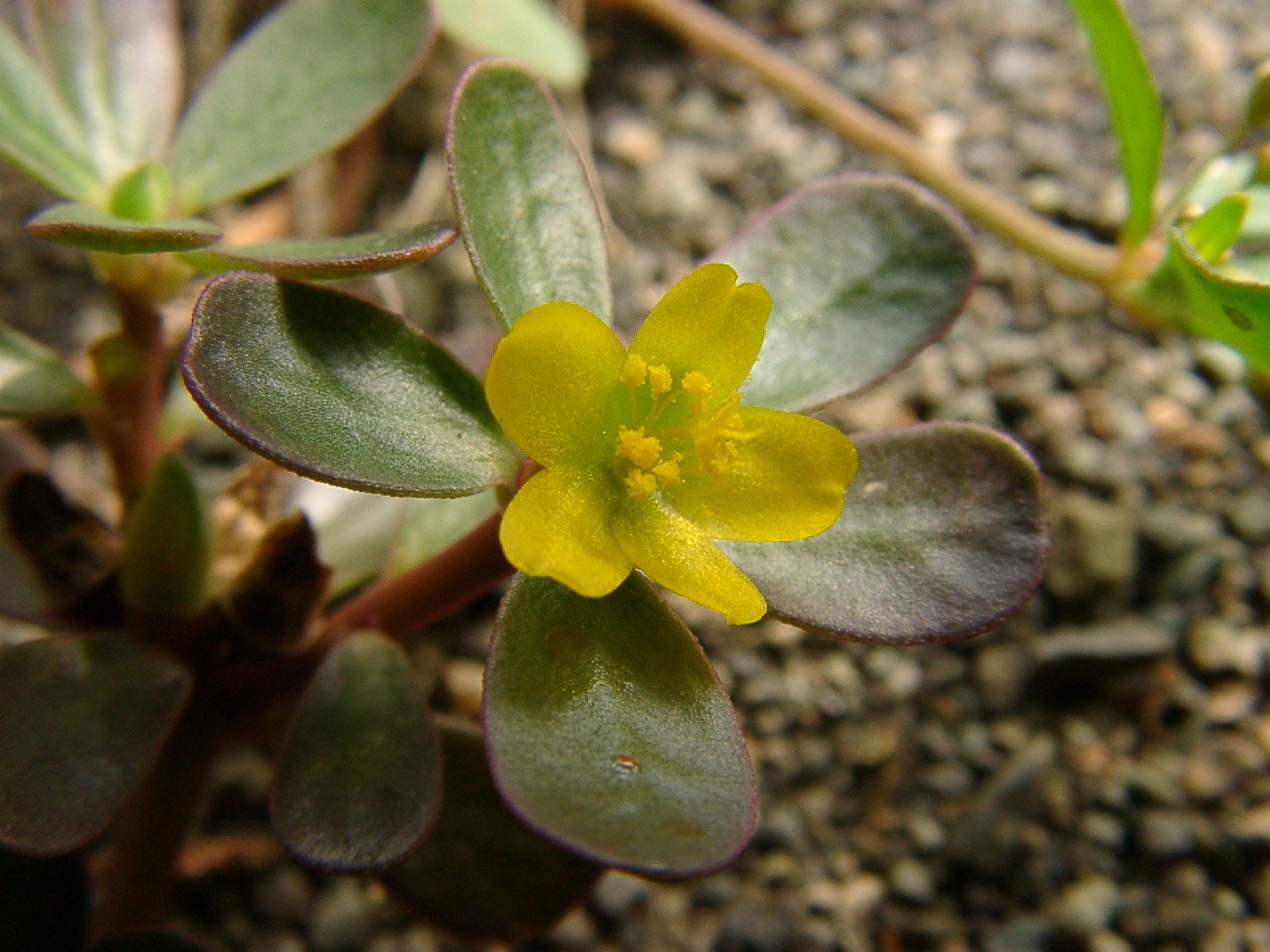

## Distribution et habitat

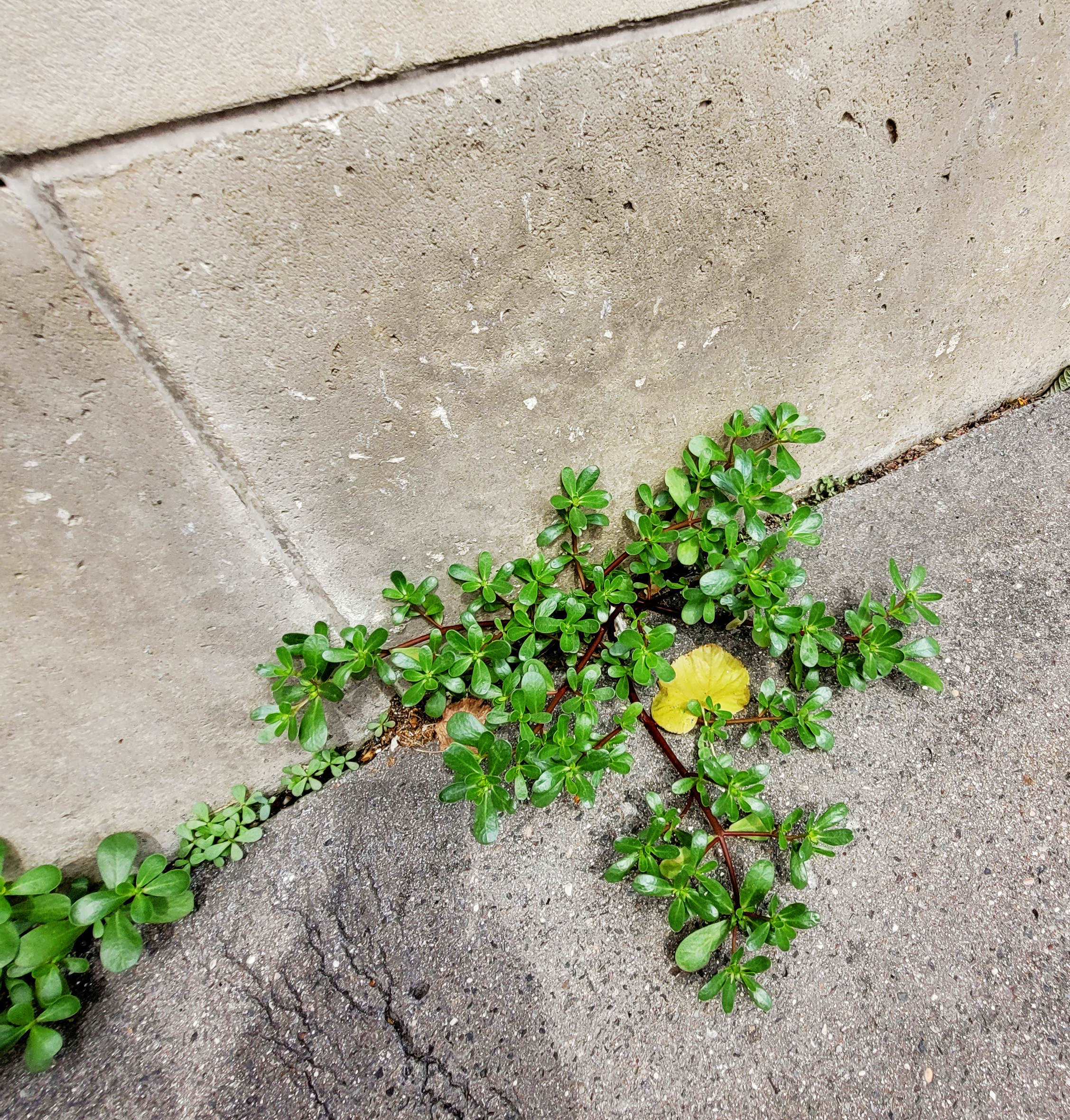
Portulaca oleracea poussant sur un trottoir à Paris, au pied du mur de l'ancienne École Polytechnique.

Selon POWO, Portulaca oleracea est originaire du Moyen-Orient (de la Turquie à l’Afghanistan et Pakistan), de l’Afrique (de l’Afrique du Nord au Congo), du Caucase et en Europe de la Grèce, la Yougoslavie, et l’Italie.
L'espèce est présente dans tout le bassin méditerranéen. Son appellation provençale est bartoulaïgue
Il a été introduit presque partout ailleurs ; il est absent du nord-ouest de la Russie et de la Sibérie orientale, du nord du Canada et du Groenland. Il est devenu « subcosmopolite ».
Il était commun dans les champs, les jardins, les vignobles, les pelouses et reste commun dans les allées, les dunes, les plages, les marais salés, les terrains vagues, les pentes érodées, les falaises et les berges. Il pousse du niveau de la mer jusqu’à 2 600 m et est plus commun dans les régions tempérées et subtropicales, bien qu'il s'étende aux tropiques et aux latitudes plus élevées. Il pousse aussi sur les bords de trottoir en ville, comme à Paris.

## Histoire
Le pourpier était consommé dès l'Antiquité en Grèce et à Rome.

## Écologie
Le pourpier pousse dans toute la France et dans toutes les régions chaudes et tempérées de la Terre. On le trouve aussi bien en Europe qu'en Asie (Chine, Inde...), Amérique ou Australie.
Il croît dans les friches thermophiles et dans les jardins.
Avec Melanthera biflora, Ipomoea pes-caprae et Digitaria ciliaris, le pourpier est une des premières espèces de plantes à coloniser les zones dégradées aux tropiques.

## Caractéristiques
Organes reproducteurs
La floraison a lieu de juin à août.
- Couleur dominante des fleurs : jaune
- Inflorescence : glomérules
- Sexualité : hermaphrodite
- Pollinisation : autogame

Graine
- Fruit : capsule
- Dissémination : barochore

Habitat et répartition
Son habitat type est celui des friches annuelles, nitrophiles, thermophiles.
L'espèce est cosmopolite. On la trouve notamment dans tout le bassin méditerranéen.

### Fixation du carbone
P.Oleracea, comme d'autres Portulaca, est l'une des rares espèces à pouvoir utiliser à la fois la voie de fixation du carbone en C4 et celle du métabolisme acide crassulacéen, ce qui explique ses remarquables facultés d'adaptation aux zones chaudes et aux sols très secs.

## Valeur nutritive
Le pourpier en soi est un aliment peu énergétique, apportant peu de calories.
Ses feuilles sont très riches en : 
- minéraux : potassium, magnésium et calcium .

| Pourpier, cru, feuilles Table de composition nutritionnelle Ciqual 2008 (valeur nutritive pour 100 g) | Pourpier, cru, feuilles Table de composition nutritionnelle Ciqual 2008 (valeur nutritive pour 100 g) | Pourpier, cru, feuilles Table de composition nutritionnelle Ciqual 2008 (valeur nutritive pour 100 g) | Pourpier, cru, feuilles Table de composition nutritionnelle Ciqual 2008 (valeur nutritive pour 100 g) |
| --- | --- | --- | --- |
| eau : 93,9 g                                                                                          | cendres totales : g                                                                                   | fibres : 0,9 g                                                                                        | valeur énergétique : 76,8 kJ                                                                          |
| protéines : 1,3 g                                                                                     | lipides : 0,1 g                                                                                       | glucides : 3 g                                                                                        | sucres simples : 2,9 g                                                                                |
| Macroéléments et microéléments                                                                        | | | |
| potassium : 494 mg                                                                                    | magnésium : 68 mg                                                                                     | phosphore : 44 mg                                                                                     | calcium : 65 mg                                                                                       |
| sodium : 45 mg                                                                                        | cuivre : 0,11 mg                                                                                      | fer : 1,99 mg                                                                                         | sélénium : 0,9 µg                                                                                     |
| vitamines                                                                                             | | | |
| vitamine C : 21 mg                                                                                    | vitamine B1 : 40 µg                                                                                   | vitamine B2 : 110 µg                                                                                  | vitamine B3 : 480 µg                                                                                  |
| vitamine B5 : 0 µg                                                                                    | vitamine B6 : 70 µg                                                                                   | vitamine B9 : 12 µg                                                                                   | vitamine B12 : 0 µg                                                                                   |

- vitamine C, comme la framboise fraîche, moins que le citron frais mais beaucoup plus que la pomme.
- Vitamine B : la concentration dans les diverses vitamines du groupe B est plus importante que dans la plupart des fruits.
- Vitamine A : le pourpier contient du β-carotène[17] à la concentration de 2,1-3,0 mg/100 g.

- Acides gras : le pourpier est réputé pour ses acides gras oméga 3. Le pourpier contient très peu de lipides : 0,1 % dans une analyse de l'USDA aux États-Unis (répercutée dans le tableau de l'ANSES). Une analyse faite au Portugal[18], sur du pourpier sauvage, donne une humidité plus faible des feuilles (91-92 %) et une concentration plus élevée en lipides (0,37-0,44 %) qui s'expliquerait suivant les auteurs par le fait que les plantes cultivées ont des teneurs en eau plus élevées. Les auteurs de cette analyse ont détecté 27 acides gras dont les 4 principaux sont donnés ci-dessous :

| Les principaux acides gras de la feuille de pourpier composition en % des lipides, d'après Oliviera |           |       |       |
| Acide gras                                                                                          | Structure | Min   | Max   |
| acide α-linolénique oméga 3                                                                         | C18:3n3   | 24,48 | 39,06 |
| acide palmitique saturé                                                                             | C16:0     | 19,26 | 24,26 |
| acide stéarique saturé                                                                              | C18:0     | 7,08  | 8,72  |
| acide linoléique oméga 6                                                                            | C18:2n6   | 4,00  | 6,31  |

L'acide α-linolénique C18:3n3 est l'acide gras le plus abondant. La formule C18:3n3 se lit ainsi : une chaîne de 18 carbones, le chiffre 3 indique le nombre de doubles liaisons, et n3 (ou n-3, ou ω-3) indique 3 atomes de carbone entre la double liaison distale et le méthyle en bout de chaîne. Les nutritionnistes qualifient ces acides d'oméga 3 (ω3), le carbone terminal étant oméga ω et 3 étant la distance de la première double liaison à partir de la fin. L'acide α-linolénique est un acide gras essentiel qui ne peut être synthétisé par le corps et doit être apporté par l'alimentation. Il joue un rôle important dans la croissance et la prévention des maladies.
Le second acide gras important est saturé ; il est formé par une chaîne de 16 carbones, sans double liaison : c'est l'acide palmitique.
Puis viennent l'acide stéarique en C18 et l'acide linoléique, un acide gras insaturé en oméga 6. Au total, les acides gras poly-insaturés représentent de 29 à 46 % et les mono-insaturés moins de 20 %. Les études épidémiologiques et cliniques suggèrent que les acides gras oméga 3 qui se trouvent principalement dans les organismes marins, pourraient avoir des effets bénéfiques dans la prévention de plusieurs maladies cardiovasculaires.
Plusieurs acides organiques ont aussi été détectés : en premier l'acide oxalique dans les feuilles et l'acide citrique dans les tiges. Les acides aconitique, malique et fumarique sont aussi présents.
Les composés phénoliques comprennent des acides chlorogéniques : l'acide 3-caféylquinique et l'acide 5-caféylquinique. Les feuilles sont plus riches dans ces composés phénoliques que les tiges.
| Les acides chrorogéniques de la feuille de pourpier en mg/kg de matière sèche, d'après Oliviera | Les acides chrorogéniques de la feuille de pourpier en mg/kg de matière sèche, d'après Oliviera | Les acides chrorogéniques de la feuille de pourpier en mg/kg de matière sèche, d'après Oliviera |
| Acide chlorogéniques                                                                            | Min                                                                                             | Max                                                                                             |
| ----------------------------------------------------------------------------------------------- | ----------------------------------------------------------------------------------------------- | ----------------------------------------------------------------------------------------------- |
| acide 3-caféylquinique                                                                          | 41,5                                                                                            | 475,2                                                                                           |
| acide 5-caféylquinique                                                                          | 7,1                                                                                             | 170,1                                                                                           |

Ces composés phénoliques se retrouvent dans le café, l'artichaut. Ils ont des activités antioxydantes, anxiolytiques et pourraient jouer un rôle dans la prévention du diabète de type 2 (pour les références se reporter à l'entrée de l'acide chlorogénique).
Des flavonoïdes ont aussi été détectés : l'apigénol et le kaempférol.
- Activité antioxydante

La capacité in vitro d'extraits de pourpier à piéger les radicaux libres du DPPH• (2,2-diphényl 1-picrylhydrazyl) a été étudiée. Les feuilles manifestent un grand pouvoir de piégeage des radicaux DPPH• : de 60 % à 80 % pour 0,55 mg/mL.

## Utilisation

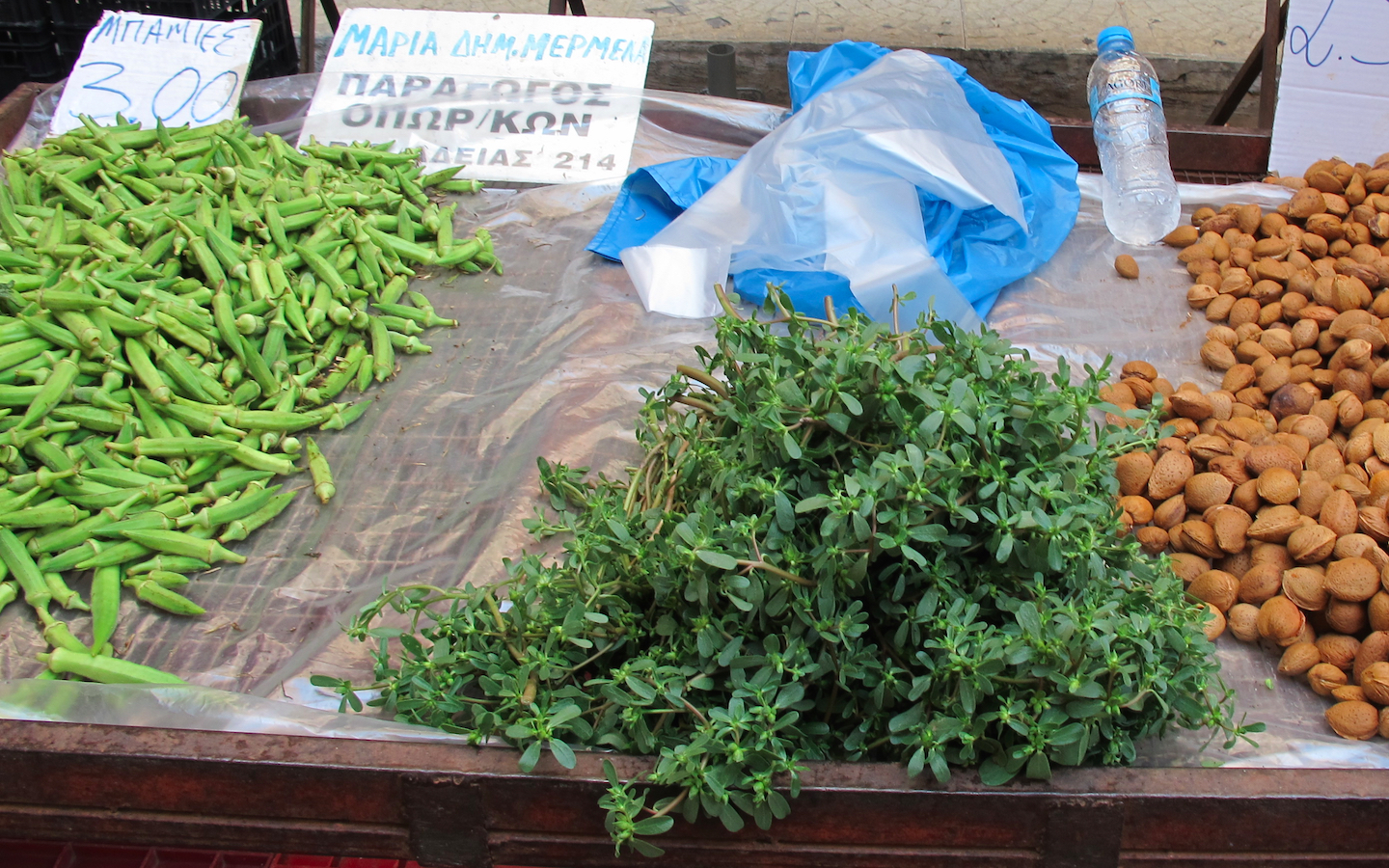
Pourpier en vente sur un marché de Patras en Grèce.

Le pourpier est régulièrement consommé en Crète ; il fait partie du régime crétois.
La Crète abrite un grand nombre de variétés de pourpiers poussant naturellement au creux des ravins humides.[réf. nécessaire]. Les Grecs, qui l'appellent andrakla (αντράκλα) ou glystrida (γλυστρίδα), font frire à l'huile d'olive les feuilles et les tiges, avec de la féta, des tomates, de l'ail et de la marjolaine. Les jeunes tiges et feuilles de pourpier se consomment en salade et ont un goût légèrement acidulé ou poivré. En Turquie, le pourpier est consommé en salade et tend à remplacer l’épinard[pas clair], car il est plus facile à préparer.
Pour la culture potagère, il existe une forme à grandes feuilles, dont une variété à feuilles dorées, et des variétés à fleurs roses ou blanches sont cultivées pour l'ornement.
Le pourpier peut également être cuit dans une soupe ou une omelette.
Dans l’est de l’Algérie et en particulier dans la région de Touggourt, le pourpier est utilisé, avec d'autres légumes, dans le couscous (couscous au bendrègue).
Les graines de pourpier étaient un des constituants du diaprun solutif de la pharmacopée maritime occidentale au XVIIIe siècle.